# Głodno (jezioro)
Głodno – jezioro w woj. zachodniopomorskim, w powiecie wałeckim, w gminie wiejskiej Wałcz, leżące na terenie Równiny Wałeckiej.

## Dane morfometryczne
Powierzchnia zwierciadła wody według różnych źródeł wynosi od 4,2 ha przez 4,7 ha do 10,98 ha (lustra wody) lub 13,24 ha (ogólna).
Zwierciadło wody położone jest na wysokości 105,7 m n.p.m.
Średnia głębokość jeziora wynosi 2,1 m, natomiast głębokość maksymalna 4,3 m.

## Hydronimia
Według spisu opracowanego przez Komisję Nazw Miejscowości i Obiektów Fizjograficznych (KNMiOF) nazwa tego jeziora to Głodno. Dane z państwowego rejestru nazw geograficznych oraz niektóre źródła i mapy topograficzne podają również oboczną nazwę tego jeziora – Jezioro Czaple.